# Capella de Sant Joan (Vilafranca del Penedès)
|  | Per a altres significats, vegeu «Capella de Sant Joan». |

La capella de Sant Joan és una església de Vilafranca del Penedès (Alt Penedès) protegida com a bé cultural d'interès local.

## Descripció
Està situada a la plaça de Sant Joan, cantonada amb el carrer de la Indústria. És un edifici gòtic d'una sola nau i planta rectangular, limitat per edificis en dos dels seus costats. L'interior presenta embigat a dues vessants sobre arcs diafragmàtics apuntats. L'absis és poligonal de sis panys. La façana principal té una porta d'accés d'arc de mig punt de tradició romànica, rosassa circular i campanar octogonal a l'esquerra. La façana lateral mostra una porta gòtica i finestres d'arc apuntat i de punt rodó distribuïdes irregularment.
La capella es troba precedida per un petit jardí tancat per una reixa i contribueix, en el seu conjunt, a configurar la imatge de la plaça.
Les reixes de ferro, que formen un clos entorn l'entrada frontal de l'església de Sant Joan, són formades per barres verticals i d'altres horitzontals que formen al capdamunt una sanefa de cercolets i trevolets que acaben en punxa i en forma d'atzavara, unes més altes que les altres.

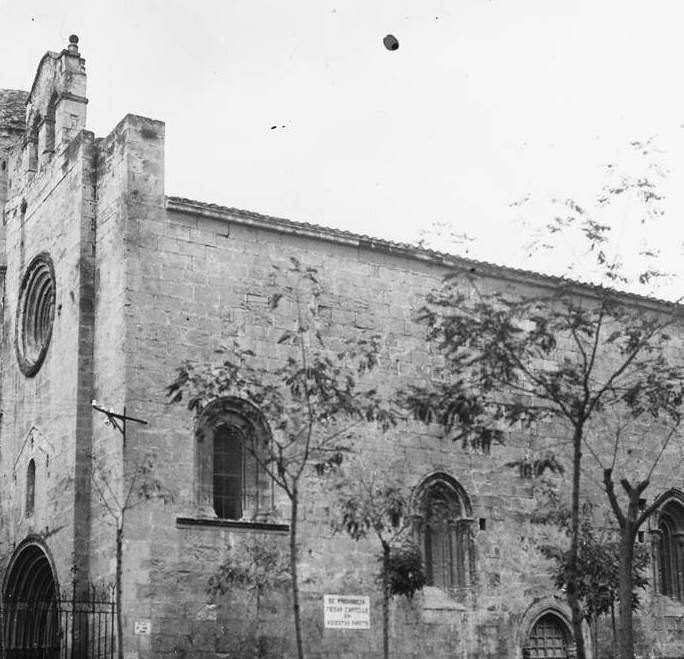
La capella de Sant Joan en una imatge de 1913

Hi ha una pica beneitera de pedra calcària corrent encastada al mur lateral del costat de l'evangeli, al costat de l'entrada. Té forma troncocònica i presenta a la part frontal un escut d'armes gòtic amb tres barres. Una arcada gòtica trilobada amb ornaments de fullatge voreja la pica quedant interrompuda a la part davantera per l'escut. Uns relleus de tipus floral, molt esborrats, enquadren la part inferior de l'escut.
Hi ha una altra pica d'estil romànic treballada en marbre blanc. Representa un àngel amb les ales obertes i vestit amb una llarga capa profusament adornada. El cap el té cobert amb un elm del qual surt una llarga cabellera. Presenta els braços oberts sostenint amb les mans una pica de petites dimensions per dessota de la qual surten els peus de l'àngel. Es troba encastada al mur lateral del costat de l'epístola al costat de l'entrada. Procedeix de l'oratori del castell de Sant Joan de Pontons. Aquesta peça va ser recollida pel vilafranquí A. Rubió a mitjans de segle passat en ser derruït el castell. En fer-se la restauració de la capella de Sant Joan Baptista (1868-1887) fou donada pel seu fill a la Junta d'Obres per tal que fos incorporada al mobiliari litúrgic del temple.

## Història
La fundació de la Capella de Sant Joan data del 1307, quan la Comanda dels Hospitalers es va traslladar a Vilafranca. L'any 1583 es va construir el campanar. El 1887 August Font i Carreras realitzà la reixa davant la porta d'entrada, segons projecte que es conserva a l'arxiu de l'Ajuntament.
En el 1929 l'edifici va ser restaurat i modificat sota la direcció de l'arquitecte Jeroni Martorell. En el transcurs de les obres se substituí la cúpula semiesfèrica de maó construïda el 1583 per un nou campanar de vuit obertures i s'enderrocà l'espadanya.
Durant la Guerra Civil de 1936 s'utilitzà com a magatzem de queviures i economat. Tot i que el juny de 1944 va ser novament consagrada. Posteriorment la capella es tancà al culte i s'utilitzà com a sala de concerts, exposicions, etc.

## Les Campanes
La torre de la Capella de Sant Joan alberga dues campanes. Una d'elles és una peça molt llarga i prima fosa al segle xiii, probablement es tracta d'una de les campanes més antigues de Catalunya. Malauradament aquesta cloca està trencada i no ressona.
Al costat de la campana vella hi ha una altra peça fosa a Olot (Girona) per els Barberí de nom "Joan", 1949.